# The Man on the Box
The Man on the Box è un film muto del 1914 diretto da  Oscar Apfel (con il nome Oscar C. Apfel) e, non accreditato, da Cecil B. DeMille. Il soggetto del romanzo di Harold McGrath fu ripreso nel 1925 dalla Warner Bros. con il film di Charles F. Reisner Il gentiluomo cocchiere, interpretato da Sydney Chaplin.

## Trama
Il tenente di cavalleria Bob Warburton, dopo avere salvato un treno da un attacco indiano, ottiene un periodo di congedo di un anno. Dapprima si reca in visita a Washington, dove vivono sua sorella Nancy e suo fratello Jack per poi partire alla volta di Montecarlo. Lì, si innamora di Betty Annesley, figlia di un colonnello in pensione, uno stratega militare che, giocatore compulsivo, ha contratto un grosso debito con Karloff, un agente russo innamorato di Betty. Di ritorno in patria, il tenente cerca invano di incontrare Betty che, a sua insaputa, è diventata la migliore amica di sua sorella Nancy. Betty, che ignora la sua vera identità, è presa in una girandola di situazioni poco chiare, provocate da Bob che, facendosi passare anche per il suo maggiordomo, indaga su Karloff, contrastandone i piani per mettere le mani su alcuni documenti segreti del governo. Quando, alla fine Betty scopre, sfogliando un album  fotografico di famiglia dei Warburton, chi sia in realtà Bob, non può trovare più nessuna scusa per non dichiaragli il suo amore.

## Produzione
Il film fu prodotto dalla Jesse L. Lasky Feature Play Company.

## Distribuzione
Il copyright del film, richiesto dalla Jesse L. Lasky Feature Play Co., fu registrato il 9 luglio 1914 con il numero LU2993.

Distribuito dalla Famous Players-Lasky Corporation, il film - presentato da Jesse L. Lasky - uscì nelle sale cinematografiche statunitensi il 13 luglio 1914.

### Conservazione
Copie complete della pellicola si trovano conservate negli archivi della Library of Congress di Washington e in quelli del Wisconsin Center For Film And Theater Research di Madison.